# 马达数据
马达数据成立于2015年，商业智能（BI）创业公司，其产品旨在整合、分析和互动展示企业内部及外接数据。

## 历史
马达数据（北京马达加科技有限公司）成立于2015年，总部设于北京。
2016年年初，马达数据完成来自真格基金的百万美元级天使轮融资，估值数千万人民币。

## 项目

### 商派
2016年双十一期间，马达数据与商派公司合作，完成了“订单实时物流大屏”。商家可通过大屏，实时追踪订单情况，包括中国各城市及区域下单统计、销售统计，全国物流公司接单统计，物流发货情况统计等等。

### 联合国开发计划署（UNDP）
2016年11月，马达数据与联合国开发计划署在北京联合发布了在线可视化的互动数据报告《人类发展指数之生活水平维度 - 应用大数据测量中国贫困》。报告通过8个指标用多维度的方式分析了中国的贫困问题，而互动的展现形式允许用户通过拖拽和滑动，以更直观的方式理解报告的内容。